# ŽNL Ličko-senjska 2011./12.
Ovaj članak je podtema članka: 5. rang HNL-a 2011./12.

ŽNL Ličko-senjska u sezoni 2011./12. je predstavljala jedinu županijsku ligu u Ličko-senjskoj županiji, te ligu petog stupnja hrvatskog nogometnog prvenstva. 
 
Sudjelovalo je ukupno devet klubova, a prvak lige je postao klub "Gospić '91". 
 
Reorganizacijom ligaškog sustava, za sezonu 2012./13. ŽNL Ličko-senjska je postala ligom četvrtog stupnja. 

## Sustav natjecanja
9 klubova je igralo dvokružnim liga-sustavom (18 kola, 16 utakmica po klubu). 

## Ljestvica
| mj. | klub                                | ut. | pob. | ner. | por. | gol+ | gol- | bod |
| --- | ----------------------------------- | --- | ---- | ---- | ---- | ---- | ---- | --- |
| 1.  | Gospić '91                          | 16  | 13   | 1    | 2    | 60   | 17   | 40  |
| 2.  | Bunjevac Gavran Krivi Put           | 16  | 11   | 3    | 2    | 49   | 20   | 36  |
| 3.  | Plitvice Mukinje (Plitvička Jezera) | 16  | 9    | 3    | 4    | 37   | 17   | 30  |
| 4.  | Perušić                             | 16  | 8    | 2    | 6    | 37   | 27   | 26  |
| 5.  | Sokolac Brinje                      | 16  | 6    | 3    | 7    | 15   | 17   | 21  |
| 6.  | Velebit Žabica                      | 16  | 6    | 0    | 10   | 21   | 29   | 18  |
| 7.  | Lika '95 Korenica                   | 16  | 4    | 3    | 9    | 19   | 35   | 15  |
| 8.  | Gacka 1925 Sinac                    | 15  | 3    | 1    | 11   | 13   | 54   | 10  |
| 9.  | Croatia Lički Osik                  | 15  | 3    | 0    | 12   | 19   | 54   | 9   |

- ljestvica bez jedne utakmice

## Rezultatska križaljka
| kratica | klub                                | BUNJ | CRO | GAC | GOS | LIKA | PER | PLI | SOK | VEL |
| --- | ----------------------------------- | ---- | --- | --- | --- | ---- | --- | --- | --- | --- |
| BUNJ | Bunjevac Gavran Krivi Put           |      |     |     |     |      |     |     |     |     |
| CRO | Croatia Lički Osik                  |      |     |     |     |      |     |     |     |     |
| GAC | Gacka 1925 Sinac                    |      |     |     |     |      |     |     |     |     |
| GOS | Gospić '91                          |      |     |     |     |      |     |     |     |     |
| LIKA | Lika '95 Korenica                   |      |     |     |     |      |     |     |     |     |
| PER | Perušić                             |      |     |     |     |      |     |     |     |     |
| PLI | Plitvice Mukinje (Plitvička Jezera) |      |     |     |     |      |     |     |     |     |
| SOK | Sokolac Brinje                      |      |     |     |     |      |     |     |     |     |
| VEL | Velebit Žabica                      |      |     |     |     |      |     |     |     |     |
| |                                     |      |     |     |     |      |     |     |     |     |
| podebljan rezltat - utakmice od 1. do 9. kola (1. utakmica između klubova rezultat normalne debljine - utakmice od 10. do 18. kola (2. utakmica između klubova) rezultat nakošen - nije vidljiv redoslijed odigravanja međusobnih utakmica iz dostupnih izvora rezultat nakošen i smanjen * - iz dostupnih izvora nije uočljiv domaćin susreta rezultat precrtan - poništena ili brisana utakmica 3:0 p.f. / 0:3 p.f. - rezultat bez borbe p - prekinuta utakmica n.i. - nije igrano |                                     |      |     |     |     |      |     |     |     |     |

## Vanjske poveznice
- nogometnisavezlsz.hr, Nogometni savez Ličko-senjske županije